# Liên đoàn bóng đá Antille thuộc Hà Lan
Liên đoàn bóng đá Antille thuộc Hà Lan (Nederlands Antilliaanse Voetbal Unie – NAFU) là tổ chức quản lý, điều hành các hoạt động bóng đá ở Antille thuộc Hà Lan. Liên đoàn quản lý đội tuyển bóng đá quốc gia nam và nữ. Liên đoàn gia nhập FIFA năm 1932 và CONCACAF năm 1961.
Vào tháng 2 năm 2011, NAFU chuyển giao sang Liên đoàn bóng đá Curaçao (FFK) sau khi Antille thuộc Hà Lan tan rã.